# Parafia Najświętszego Serca Pana Jezusa w Cieszeniewie
Parafia pw. Najświętszego Serca Pana Jezusa w Cieszeniewie – parafia należąca do dekanatu Świdwin, diecezji koszalińsko-kołobrzeskiej, metropolii szczecińsko-kamieńskiej. Została utworzona w 1980 roku. Siedziba parafii mieści się pod numerem 20.

## Miejsca święte

### Kościół parafialny
Kościół pw. Najświętszego Serca Pana Jezusa w Cieszeniewie
Kościół parafialny został zbudowany w XIX wieku, poświęcony 1946.

### Kościoły filialne i kaplice
- Kościół pw. Niepokalanego Poczęcia Najświętszej Maryi Panny w Bierzwnicy
- Kościół pw. Matki Bożej Szkaplerznej w Kluczkowie
- Kościół pw. Matki Bożej Różańcowej w Sławie